# International Association of Financial Executives Institutes
Die International Association of Financial Executives Institutes (IAFEI) ist eine Non-Profit-Organisation, die sich mit Themen der Finanzwirtschaft und der kaufmännischen Unternehmensführung befasst.
Der 1969 gegründete internationaler Dachverband verbindet über die CFO-Organisationen rund 12.000 Finanzentscheider. Der Verband wurde nach Schweizer Zivilrecht gegründet (Artikel 60–79) und ist in Zürich eingetragen. Sein Sekretariat befindet sich in Makati City auf den Philippinen.

## Geschichte
Der First International Congress of Financial Executives fand 1969 in Marbella statt. Gastgeber war der Verband spanischer Finanzdirektoren (AEEF). Auf der Veranstaltung wurde die Gründung einer Dachorganisation der nationalen Finanzentscheider-Verbände initiiert. Auf dem folgenden, zweiten Weltkongress, der 1970 in Brüssel abgehalten wurde, wurden die Statuten des neuen Verbandes von 55 Vertretern der 15 Gründungsmitglieder (die Finanzdirektoren-Institute in Argentinien, Australien, Belgien, Frankreich, Deutschland, Italien, Mexiko, Peru, auf den Philippinen, in Spanien, im Vereinigten Königreich sowie der verbundenen Verbände der USA und Kanada, heute: FEI - Financial Executives International) ratifiziert. Einer der wichtigsten Initiatoren der Verbandsgründung war Karl Gustaf Ratjen (Metallgesellschaft).

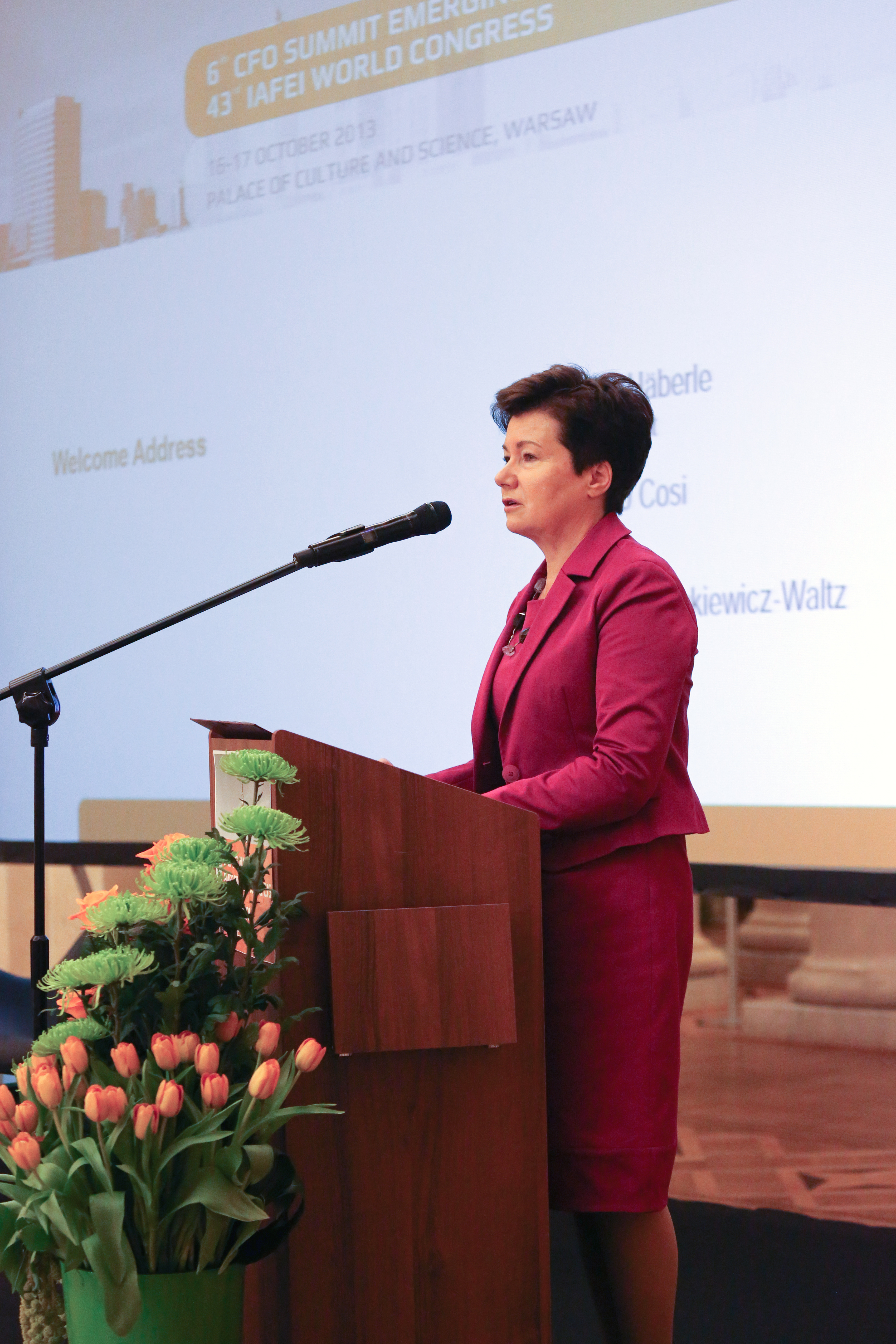
Eröffnungsrede von Warschaus Stadtpräsidentin Hanna Gronkiewicz-Waltz, einer ehemaligen Präsidentin der Nationalbank Polens, anlässlich des 43rd IAFEI World Congress im Warschauer Kulturpalast

## Ziele
Zweck des Verbandes ist die weltweite Förderung und Vereinheitlichung von Standards in der kaufmännischen Geschäftsleitung von Wirtschaftsunternehmen. Die Verbreitung von Best practice im Finanzmanagement und die Unterstützung ethischer Leitnormen wie die Erhebung von Daten (z. B. des International Observatory of Management Control) stellen neben der Möglichkeit des Networking wesentliche Schwerpunkte der Verbandsarbeit dar.
Der IAFEI World Congress wird seit 1969 jährlich veranstaltet. Der Kongress wird rotierend von je einem Mitgliedsinstitut in dessen Land ausgerichtet. Der 43rd IAFEI World Congress wurde in Verbindung mit dem 6th CFO Summit Emerging Europe & CIS im Oktober 2013 in Warschau abgehalten. Seit dem Jahr 2007 verlegt IAFEI das englischsprachige IAFEI Quarterly, eine vierteljährlich erscheinende, digitale Fachzeitschrift für seine Mitglieder.

## Mitgliedsinstitute
- Forum Finanzen des Österreichischen Produktivitäts- und Wirtschaftlichkeits-Zentrums, Österreich
- Financial Executives Institute of Belgium (FEIB), Belgien
- China Association of Chief Financial Officers (CACFO), China
- Financial Executives Institute of Chinese Taiwan (FEI Chinese Taiwan), Taiwan
- Association Nationale des Directeurs Financiers et de Contrôle de Gestion (DFCG), Frankreich
- Gesellschaft für Finanzwirtschaft in der Unternehmensführung e.V. (GEFIU), Deutschland
- Indonesia Financial Executive Association (IFEA), Indonesien
- Israel Chief Financial Officers Forum, Israel
- Associazione Nazionale Direttori Amministrativi e Finanziari (ANDAF), Italien
- Japan Association for Chief Financial Officers (JACFO), Japan
- Korea Association for Chief Financial Officers (KCFO), Süd-Korea
- Instituto Mexicano de Ejecutivos de Finanzas (IMEF), Mexiko
- Financial Executives Institute of the Philippines (FINEX), Philippinen
- FINEXA - Stowarzyszenie Dyrektorów Finansowych, Polen
- Asociación Espanola de Ejecutivos de Finanzas (AEEF), Spanien
- Vietnam Chief Financial Officers Club (VCFO), Vietnam